# Centrální park (Stodůlky)
Centrální park Stodůlky je rozlehlý park v Praze, který ve směru východ-západ dosahuje délky přibližně 1,5 km.

## Poloha

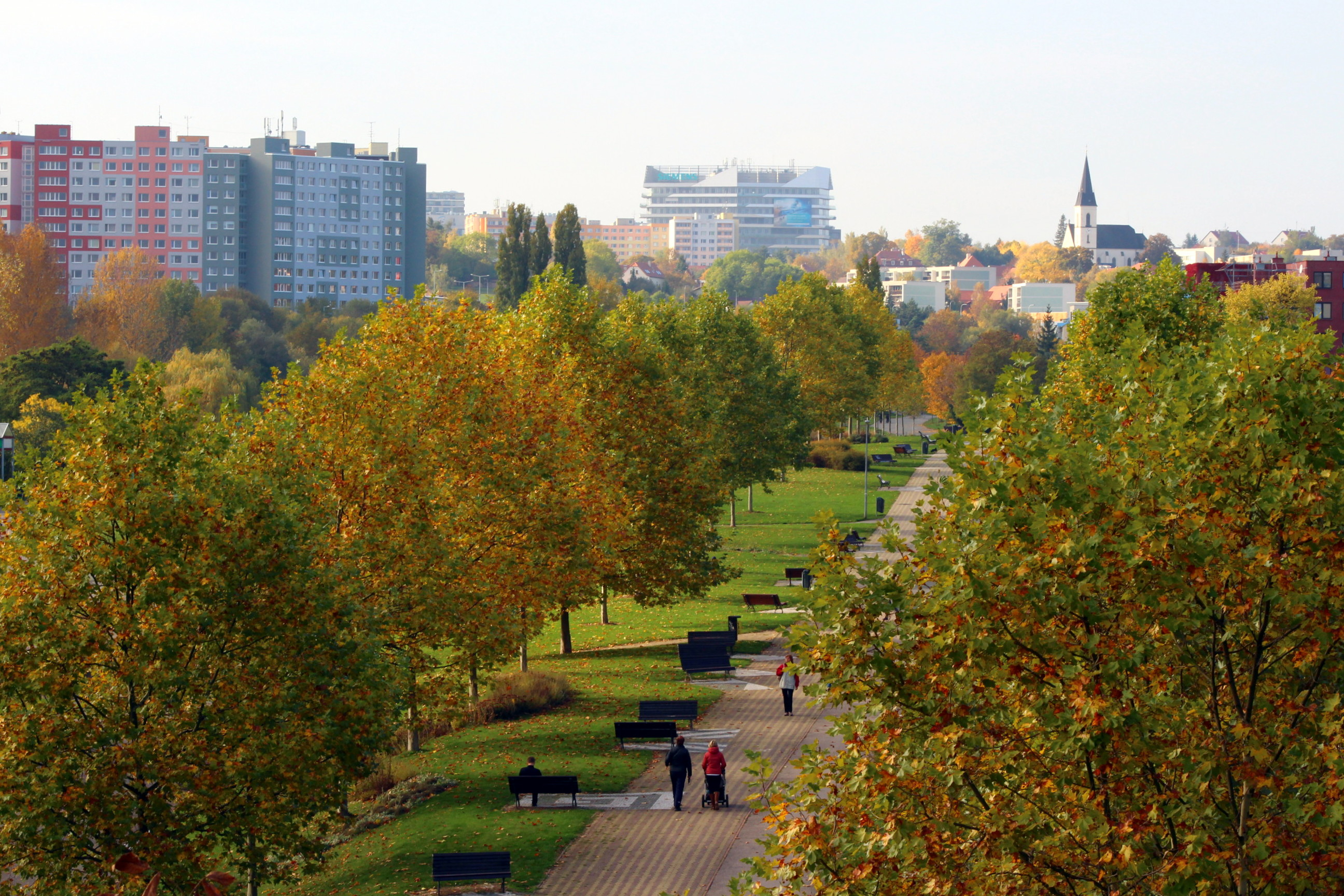
Centrální park Stodůlky se sídlištěm Lužiny. Na horizontu aleje pro pěší je patrný stodůlecký kostel sv. Jakuba

Park se nachází ve Stodůlkách v městské části Praha 13, podél severní strany sídliště Lužiny, které tvoří jeho přibližnou jižní hranici. Na západě hranici parku vymezuje ulice Oistrachova (zastávka autobusů MHD Kovářova - KD Mlejn) a na východní straně ulice Pod Hranicí (zastávka autobusů MHD Hůrka). Severní strana hraničí se zástavbou novějších obytných domů, Novou kolonií.
Dostupný je ze stanic metra linky B Lužiny a Luka. Část s Nepomuckým rybníkem a návrším Nová kolonie, zvaným „Makču Pikču“, je snáze dostupný přes pěší lávku ze stanice metra Hůrka na sídlišti Nové Butovice, které park ohraničuje na východní straně.

## Popis
Centrální park geologicky náleží do Prokopského údolí a jeho rozloha je 39,12 ha. Park je protkán sítí zpevněných cest. Jsou zde dva rybníky (Stodůlecký a Nepomucký), které spojuje Prokopský potok a dvě vodní nádrže, mezi zajímavosti parku patří Keltský stromový kalendář ad.
V dolní části parku, u křižovatky ulic Jeremiášova a Pod hranicí, je umístěná 3,6 metru vysoká socha svatého Jana Nepomuckého z bílého pískovce, vytvořená Petrem Veselým z Hořic. Technickou zajímavostí je most (tubus) metra architekta V. Krause, který překonává údolí Prokopského potoka až 17 metrů nad terénem a spojuje stanice Hůrka a Lužiny. Je dlouhý 375 metrů a jeho okna se při vjezdu postupně zvětšují, aby nedocházelo k oslnění cestujících. V parku je také začátek 470 kilometrové dálkové cyklotrasy Greenways Praha–Vídeň. Výraznou dominantou je také halda.

## Využití
Park slouží především jako volnočasová zeleň k rekreační účelům. K dispozici jsou zde dětská hřiště, dvě hřiště na míčové hry, venkovní posilovna, minigolfové hřiště, stánek s občerstvením

## Historie
Již v původním návrhu Jihozápadního Města z 80. let 20. století byl navržen velký park, tvořící klín zeleně, jenž by tvořil zelenou páteř nového sídliště. V téže době bylo také započato s jeho budováním, nicméně hlavní práce byly provedeny až v letech 2001 a 2002. Po vykoupení pozemků od soukromých osob, bylo z finančních prostředků hl. m. Prahy území nejprve vyčištěno a po úpravě terénu byly vytvořeny dva chovné rybníky (retenční nádrže – Stodůlecký a Nepomucký rybník) a umělý meandr navazující na hráz Nepomuckého rybníka. Dále byla vybudována síť cest, lávky přes Prokopský potok, nové lavičky a informační tabule. Tyto stavby doplnila rozsáhlá výsadba nových stromů, keřů a parkového trávníku.
V následujících letech byla vybudována různá volnočasová zařízení. V květnu 2004 hřiště u Nepomuckého rybníka, doplněné o keramické skulptury „Táta a máma“ ateliéru manželů Koláčkových, které bylo v března 2006 rozšířeno a nyní je největší na Praze 13. Dále veřejné minigolfové hřiště s 18 drahami a navazující malé dětské hřiště z října 2006 na nejzápadnějším konci parku, tři hřiště na petanque, dvě sportoviště pro míčové hry a venkovní posilovna vybudovaná v roce 2009. K posledním výraznějším změnám došlo v roce 2011, kdy byla realizována výsadba trvalek a vznikla pikniková loučka s akátovými dřevěnými sedátky a lehátky podle návrhů výtvarníka Jiřího Kašťáka. V parku je k dispozici také kuželkárna a dráha pro inline brusle.